# اندی گامبوچی
اندی گامبوچی (انگلیسی: Andy Gambucci; ۱۲ نوامبر ۱۹۲۸ – ۲۴ سپتامبر ۲۰۱۶) ورزشکار هاکی روی یخ اهل ایالات متحده آمریکا بود.
وی در مسابقات کشوری و بین‌المللی در مجموع برندهٔ ۱ مدال نقره شده‌است.